# Liste der Monuments historiques in Donzac (Gironde)
Die Liste der Monuments historiques in Donzac (Gironde) führt die Monuments historiques in der französischen Gemeinde Donzac auf.

## Liste der Objekte
| Bezeichnung | Beschreibung          | Standort                           | Kennzeichnung | Schutzstatus | Datum | Bild |
| ----------- | --------------------- | ---------------------------------- | ------------- | ------------ | ----- | ---- |
| Glocke      | Bronze, 1739 gegossen | in der Kirche St-Christophe (Lage) | PM33000490    | Classé       | 1942  |      |